# Australian Open 2010 - Quad doppio
Nicholas Taylor e David Wagner erano i detentori del titolo hanno battuto in finale 6–2, 7–6(5) Peter Norfolk e Johan Andersson.

## Teste di serie
Nicholas Taylor /  David Wagner

 Peter Norfolk /  Johan Andersson

## Tabellone

### Legenda
| - Q = Qualificato - WC = Wild card - LL = Lucky loser | - ALT = Alternate - SE = Special Exempt - PR = Protected Ranking | - w/o = Walkover - r = Ritirato - d = Squalificato |

### Fase finale
|  | Finale                        |                               |                               |   |      |  |
|  |                               |                               |                               |   |      |  |
|  | Nicholas Taylor David Wagner  | Nicholas Taylor David Wagner  | Nicholas Taylor David Wagner  | 6 | 7    |  |
|  | Peter Norfolk Johan Andersson | Peter Norfolk Johan Andersson | Peter Norfolk Johan Andersson | 2 | 6(5) |  |